# Assyrischer Kalender
Der assyrische Kalender war ein stationärer Kalender, bestehend aus 12 Monaten mit je 30 Tagen. Die Woche hatte 10 Tage. Mithin bestand ein Normaljahr aus 360 Tagen, dem in unregelmäßigen Abständen ein Schaltmonat mit 30 Tagen zugefügt wurde.

## Assyrischer Kalender

### Frühere Annahmen
Bisher wurde angenommen, dass das assyrische Jahr durch einen Lunisolarkalender bestimmt wurde und die Monate mit den Mondneulicht-Tagen begannen. Zusätzlich vertraten die Forscher die Ansicht, dass im Zusammenspiel der Sonne und dem Frühlings-Äquinoktium der Neujahrsbeginn festgelegt wurde.
Durch Auswertung mehrerer astronomischer Texte kann diese Annahme nicht mehr aufrechterhalten werden. Vielmehr wurde der Kalender durch so genannte Kalendersterne bestimmt. Als markanter Kalenderstern galt der Sirius, der in den akkadischen Texten als KAK.SI.SÁ (Lanze, Pfeil) bezeichnet wurde. Der Zeitpunkt seines heliakischen Aufgangs bestimmte automatisch das notwendige Schaltjahr, in dem ein weiterer zwölfter Monat (Addaru II) mit 30 Tagen zugefügt wurde.
Der Schaltmonat wurde durch einen königlichen Erlass ausgerufen, hatte im wirtschaftlichen Bereich jedoch keine verlängernde Wirkung, da in den Verträgen vereinbart wurde, dass bei Schaltjahren die Fälligkeiten um einen Monat vorzuverlegen waren. Das verwendete Sexagesimalsystem kannte keine Sieben-Tage-Woche und legte daher die 30 Tage als Monatsgröße fest.

### Schaltjahres-Zeitpunkt
Neben anderen Quellen wurde in den MUL.APIN-Keilschrifttexten der genaue Zeitpunkt beschrieben:

„DIŠ-ina itiZIZ UD 15 KAM mulKAK.SI.SÁ ina li-la-a-ti IGI MU BI DIR-at...Übersetzung: Wenn der Pfeilstern (Sirius) am Abend des 15. Šabatu akronychisch aufgeht, ist dieses Jahr ein Schaltjahr (Addaru II).“

Als weiteres Kalendergestirn galt der offene Sternhaufen der Plejaden, die in der akkadischen Sprache als MUL.MUL bezeichnet wurden und sinngemäß Viele Sterne oder Haarbüschel (Zuordnung zum Sternbild Stier) in Übersetzung bedeuten. Grundlage des Neujahrbeginns bildete der heliakische Aufgang von MUL.MUL am 1. Ajaru und die dadurch veranlasste Rückrechnung des Starttermins des Neulicht-Mondes (akkadisch DINGIRSIN ina IGI) auf den 1. Nisannu. MUL.MUL wurde im Schaltjahr auf den 1. Simanu verschoben.
Die Niederschreibung der MUL.APIN-Tafeln wird für etwa 1370 v. Chr. angenommen. Als Beobachtungsort wird die Stadt Assur als Grundlage gewählt. Sirius hatte in diesem Zeitraum seinen heliakischen Abenddämmerungsaufgang um den 28. Dezember, was unter Zurechnung von 45 Tagen den 11. Februar für den 30. Addaru ergibt und den frühestmöglichen Sirius-Aufgang auf den 20. Tebetu legt.
Der Beginn des Neujahres in frühester Zeit wird in der modernen Forschung kontrovers diskutiert, da bislang keine gesicherten Erkenntnisse darüber vorliegen, ob der Beginn des Herbstes oder des Frühlings den Start für das neue Jahr markiert. Bei entsprechenden Aufzeichnungen der heliakischen Aufgänge in der Abenddämmerung gibt es Hinweise in der sumerischen Kompilation Astrolab B, dass ursprünglich ähnlich dem jüdischen Kalender das landwirtschaftliche Neujahr im Monat September begann.

### Monatsnamen
Die akkadischen Monatsnamen, die aus der altbabylonischen Zeit (2000–1600 v. Chr.) stammen, wurden sowohl im babylonischen als auch im assyrischen Kalender verwendet; wahlweise in der assyrischen Namensform.
| Monatsnamen in verschiedenen Epochen und Regionen |                        |                      |                 |                   |
| Monats-Nr.                                        | Babylonischer Kalender | Assyrischer Kalender | Nippur-Kalender | Lagaš-Kalender    |
| 1                                                 | Nisannu                | Belat ekalli         | BARA-zag-gar-ra | Gan-maš           |
| 2                                                 | Ajaru                  | Ša sarrate           | GU4-si-su       | Gu4-du-bi-sar-sar |
| 3                                                 | Simanu                 | Ša kenate            | SIG4-ga         | Ezen-dLi9-si4     |
| 4                                                 | Du'uzu                 | Muḫur ilani          | ŠU-numun        | Šu-numun          |
| 5                                                 | Abu                    | Abu šarrani          | NE-NE-gar-ra    | Munux-(DIM4)-ku   |
| 6                                                 | Ululu                  | Ḫibur                | KIN-dInanna     | Ezen dDumu-zi     |
| 7                                                 | Tašritu                | Sippu                | DU6-ku          | Ezen-dŠul-gi      |
| 8                                                 | Araḫsamna              | Qarratu              | APIN-du8-a      | Ezen-dBa-ba6      |
| 9                                                 | Kislimu                | Kanwarta             | GAN-gan-e       | Mu-šu-du7         |
| 10                                                | Tebetu                 | Kanunu               | AB-E            | Amar-a-a-si       |
| 11                                                | Šabatu                 | Kuzallu              | ZIZ-A           | Še-gur10-ku5      |
| 12                                                | Addaru                 | Allanatu             | ŠE-gur10-ku5    | Še-il-la          |

| Jahreszeit | Syriakisch | Transliteration | Levantinisch-arabisches Äquivalent | Julianischer/Gregorianischer Äquivalent |
| ---------- | ---------- | --------------- | ---------------------------------- | --------------------------------------- |
| Frühling   | ܢܝܼܣܵܢ       | Nīsān           | نَيْسَان (Naysān)                     | April                                   |
| Frühling   | ܐܝܼܵܪ        | ʾĪyār           | أَيَّار (ʾAyyār)                      | Mai                                     |
| Frühling   | ܚܙܝܼܪܵܢ      | Ḥzīrān          | حَزِيرَان (Ḥazīrān)                   | Juni                                    |
| Sommer     | ܬܲܡܘܼܙ       | Tammūz          | تَمُّوز (Tammūz)                      | Juli                                    |
| Sommer     | ܐܵܒ\ܛܲܒܵܚ     | ʾĀb/Ṭabbāḥ      | آب (ʾĀb)                           | August                                  |
| Sommer     | ܐܝܼܠܘܼܠ      | ʾĪlūl           | أَيْلُول (ʾAylūl)                     | September                               |
| Herbst     | ܬܸܫܪܝܼܢ ܐ    | Tešrīn Qḏīm     | تِشْرِين ٱلْأَوَّل (Tišrīn al-ʾAwwal)     | Oktober                                 |
| Herbst     | ܬܸܫܪܝܼܢ ܒ    | Tešrīn [ʾ]Ḥrāy  | تِشْرِين ٱلثَّانِي (Tišrīn aṯ-Ṯānī)      | November                                |
| Herbst     | ܟܵܢܘܿܢ ܐ     | Kānōn Qḏīm      | كَانُون ٱلْأَوَّل (Kānūn al-ʾAwwal)      | Dezember                                |
| Winter     | ܟܵܢܘܿܢ ܒ     | Kānōn [ʾ]Ḥrāy   | كَانُون ٱلثَّانِي (Kānūn aṯ-Ṯānī)       | Januar                                  |
| Winter     | ܫܒ݂ܵܛ        | Šḇāṭ            | شُبَاط (Šubāṭ)                       | Februar                                 |
| Winter     | ܐܵܕܲܪ        | ʾĀḏar           | آذَار (ʾĀḏār)                       | März                                    |